# Copris fallax
Copris fallax är en skalbaggsart som beskrevs av Felsche 1910. Copris fallax ingår i släktet Copris och familjen bladhorningar. Inga underarter finns listade i Catalogue of Life.